# Marinerismo
En el léxico del idioma español, un marinerismo es un término náutico que proviene del vocabulario utilizado por los marineros peninsulares y que ha llegado a formar parte del léxico propio del español de América, adquiriendo nuevas acepciones no marineras. 
Se trata de vocablos relacionados originariamente con la construcción naval y los aparejos del barco, el arte y los aparatos de navegar; estos vocablos pasaron al otro lado del Atlántico a través de los conquistadores y colonizadores españoles a partir del siglo XV, y tuvieron una ampliación de significado, con nuevos sentidos.  
Dichos marinerismos se asimilaron al español de América gracias al contacto de los colonizadores representantes de los diversos oficios con el ambiente marítimo y la participación de marineros y gente del mar en la flota de Indias. A  medida que se fue congregando gente hablando esta jerga, se produjo un proceso de nivelación lingüística que permitió posteriormente añadir los términos náuticos al vocabulario común. Además, muchos términos se han difundido también tierra adentro y han adquirido significados muy alejados a los del ambiente marítimo.
Varios textos cronísticos y documentos de los siglos XVI y XVII atestiguan el empleo de estas voces en el Nuevo Mundo. Por ejemplo, en la Historia general y natural de las Indias de Fernández de Oviedo, aparecen cerca de medio millar de marinerismos, entre los cuales se encuentran abras, flota, botar, rancho y  fletar; otros ejemplos aparecen también en el Diario de Cristóbal Colón, en las Cartas de Eugenio de Salazar y en la Historia de las Indias de Bartolomé de las Casas.
Como se ha dicho, la mayoría de los marinerismos ha sufrido un cambio semántico y ha extendido su significado, debido sobre todo a la semejanza de sentido y, posteriormente, a una evolución semántica. De esta manera, términos que en los siglos XVI y XVII tenían una semántica relacionada con la marinería cobran actualmente otros significados; como sugiere Pontillo, los marinerismos tierra adentro "mantienen, en buena parte, su significado básico, aunque lógicamente pierden su uso náutico exclusivo".

## Términos más usados
Entre los más usados destacan:
- Botar (del francés boter y este del alemán *bōtan 'golpear') tenía en un principio el valor de "echar un buque al agua por primera vez", pero en español de América la idea de echar se ha trasladado a personas y cosas, adquiriendo distintos significados entre los cuales destacan 'tirar, desechar; despedir (del trabajo); dejar (a alguien); perderse algo y dilapidar bienes, dinero (en Cuba, Hond., R. Dom. y Ven.);
- Jalar (del francés haler, este del germánico halon) de su significado originario 'tirar de un cabo, de una lona o de un remo en el acto de bogar', ha adquirido en América el valor de 'tirar hacia sí de algo, arrastrar'; 'empuñar o asir algo' (en Cuba, R. Dom. y Ven.);
- Abra ( del francés havre 'puerto de mar', y este del neerlandés medio havene 'puerto'; inglés haven) en su acepción náutica designa a una 'ensenada, bahía, puerto natural, o bien distancia entre los palos de la arboladura, o abertura angular de las jarcias, de la obencadura', mientras que en español de América cobra el significado de 'abertura ancha y despejada entre dos montañas'; 'espacio desmontado, claro en un bosque' (en Arg., Bol., Chile, Col., C. Rica, Ec., Hond., Méx., Nic., Par. y Ur.); 'trocha, camino abierto entre la maleza' (en Bol., Nic. y R. Dom.);
- Zafar (del árabe  hisp. [a]záḥ, y este del árabe clásico azāḥa 'quitar') en su significado básico tiene el valor de 'desembarazar, libertar, quitar los estorbos de algo', ha adquirido en América el significado de 'desatar, soltar algo' (en Cuba, Nic., Perú y R. Dom.); 'descoser una costura o una prenda de ropa' (Cuba); 'desentenderse, librarse de un compromiso o de una obligación' (en Arg., Cuba, Pan., Par., Perú y Ur.).

Como se puede notar, algunos marinerismos tierra adentro en América son de origen nórdico y vienen en particular del normando y del francés general. Estas voces penetraron luego en el español peninsular a partir del siglo XIII; de España los marinerismos pasaron al Nuevo Mundo en los siglos XV y XVI con los conquistadores y colonizadores, muchos de ellos gente marinera o pasajeros dirigidos a América que habían pasado meses en contacto con el mundo marinero y adoptado voces relacionadas con las actividades a bordo de las embarcaciones que cruzaban el océano Atlántico, viaje que duraba por lo general unos cuarenta días. Los colonizadores, marineros o no, que se instalaron en el Nuevo Continente adaptaron en un segundo momento el léxico marinero a situaciones y realidades ajenas al mar ampliando el significado de estas palabras.